# Марек Кулич
Марек Кулич (чеськ. Marek Kulič, нар. 11 жовтня 1975, Градець-Кралове) — чеський футболіст, що грав на позиції нападника.
Виступав, зокрема, за клуби «Пршибрам», «Спарта» (Прага) та «Млада Болеслав», а також національну збірну Чехії.
Володар Кубка Чехії.

## Клубна кар'єра
У дорослому футболі дебютував 1994 року виступами за команду «Градець-Кралове», у якій провів два сезони. 
Згодом з 1996 по 2000 рік грав у складі команд «Атлантик» (Лазне-Богданеч), «Петра» (Дрновіце) та «Атлантик» (Лазне-Богданеч).
Своєю грою за останню команду привернув увагу представників тренерського штабу клубу «Пршибрам», до складу якого приєднався 2000 року. Відіграв за команду з Пршибрама наступні чотири сезони своєї ігрової кар'єри. Більшість часу, проведеного у складі «Пршибрама», був основним гравцем атакувальної ланки команди.
Протягом 2004—2006 років захищав кольори клубів «Динамо» (Ч. Будейовиці) та «Млада Болеслав».
У 2007 році уклав контракт з клубом «Спарта» (Прага), у складі якого провів наступні два роки своєї кар'єри гравця.  Граючи у складі «Спарти» також здебільшого виходив на поле в основному складі команди.
З 2009 року знову, цього разу чотири сезони захищав кольори клубу «Млада Болеслав». Тренерським штабом нового клубу також розглядався як гравець «основи».
Завершив ігрову кар'єру у команді «Градець-Кралове», у складі якої вже виступав раніше. Повернувся до неї 2013 року, захищав її кольори до припинення виступів на професійному рівні у 2014 році.

## Виступи за збірну
У 2006 році дебютував в офіційних матчах у складі національної збірної Чехії.
Загалом протягом кар'єри в національній команді, яка тривала 3 роки, провів у її формі 12 матчів, забивши 3 голи.
| Дата       | Місто            | Господарі  | Результат | Гості      | Турнір            | Голи | Примітки |
| ---------- | ---------------- | ---------- | --------- | ---------- | ----------------- | ---- | -------- |
| 16-8-2006  | Угерске Градіште | Чехія      | 1 – 3     | Сербія     | товариський матч  | -    | 60'      |
| 2-9-2006   | Теплиці          | Чехія      | 2 – 1     | Уельс      | Відбір до ЧЄ 2008 | -    | 75'      |
| 7-10-2006  | Ліберець         | Чехія      | 7 – 0     | Сан-Марино | Відбір до ЧЄ 2008 | 1    | 46'      |
| 7-2-2007   | Брюссель         | Бельгія    | 0 – 2     | Чехія      | товариський матч  | 1    | 56'      |
| 24-3-2007  | Прага            | Чехія      | 1 – 2     | Німеччина  | Відбір до ЧЄ 2008 | -    | 67'      |
| 2-6-2007   | Кардіфф          | Уельс      | 0 – 0     | Чехія      | Відбір до ЧЄ 2008 | -    | 46'      |
| 22-8-2007  | Відень           | Австрія    | 1 – 1     | Чехія      | товариський матч  | -    | 46'      |
| 8-9-2007   | Серравалле       | Сан-Марино | 0 – 3     | Чехія      | Відбір до ЧЄ 2008 | -    | 56'      |
| 17-10-2007 | Мюнхен           | Німеччина  | 0 – 3     | Чехія      | Відбір до ЧЄ 2008 | -    | 73'      |
| 17-11-2007 | Прага            | Чехія      | 3 – 1     | Словаччина | Відбір до ЧЄ 2008 | 1    | 70'      |
| 21-11-2007 | Строволос        | Кіпр       | 0 – 2     | Чехія      | Відбір до ЧЄ 2008 | -    | 58'      |
| 6-2-2008   | Теплиці          | Чехія      | 0 – 2     | Польща     | товариський матч  | -    | 83'      |
| Усього     |                  | Матчів     | 12        |            | Голів             | 3    |          |

## Титули і досягнення
- Володар Кубка Чехії (1):

«Спарта» (Прага): 2007-2008